# Världscupen i längdåkning 2009/2010

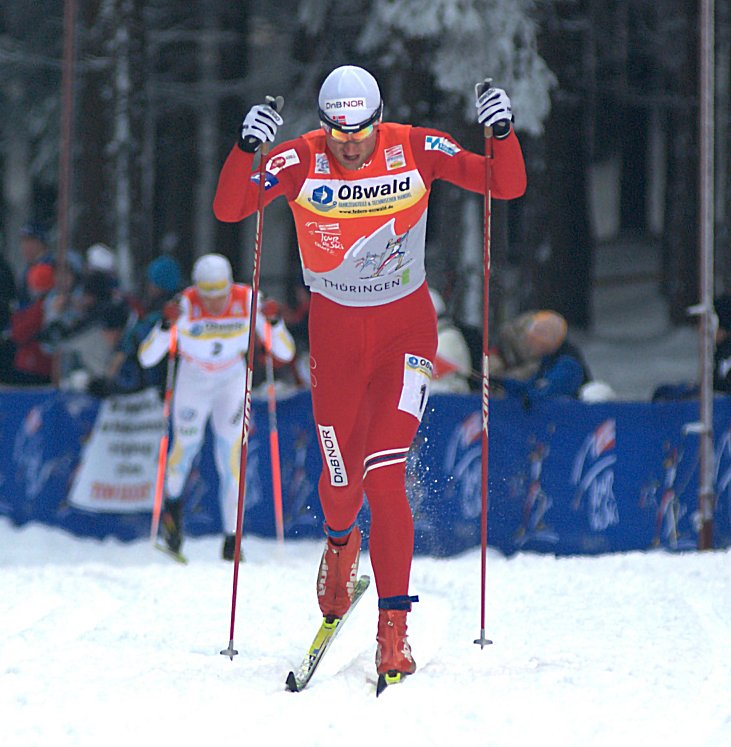
Petter Northug vann herrarnas världscup.

Världscupen i längdskidåkning 2009/2010 var en samling av internationella tävlingar i längdskidåkning. Säsongen inleddes den 21 november 2009 i Beitostølen, Norge och avslutades 21 mars 2010 i Falun, Sverige. Tävlingarna arrangerades av FIS som också arrangerade världscuperna i alpin skidåkning, backhoppning och snowboard.

## Resultat
Både damernas och herrarnas tävlingar hölls i samma ort under två eller tre dagar. 
Tour de Ski var också en del av världscupen.

### Herrar

#### Individuella grenar
| Omgång                                            | Ort                            | Disciplin                      | Datum                          | Etta                      | Två                         | Trea                     |
| ------------------------------------------------- | ------------------------------ | ------------------------------ | ------------------------------ | ------------------------- | --------------------------- | ------------------------ |
| 1                                                 | Beitostølen                    | 15 km F individuell            | 21 november 2009               | Ronny Hafsås (NOR)        | Vincent Vittoz (FRA)        | Matti Heikkinen (FIN)    |
| 2                                                 | Kuusamo                        | Sprint K                       | 28 november 2009               | Ola Vigen Hattestad (NOR) | Øystein Pettersen (NOR)     | Nikita Krjukov (RUS)     |
| 3                                                 | Kuusamo                        | 15 km K individuell            | 29 november 2009 Individual    | Petter Northug (NOR)      | Maksim Vylegzjanin (RUS)    | Aleksandr Legkov (RUS)   |
| 4                                                 | Düsseldorf                     | Sprint F                       | 5 december 2009                | Aleksej Petuchov (RUS)    | Anders Gløersen (NOR)       | Eirik Brandsdal (NOR)    |
| 5                                                 | Davos                          | 15 km F individuell            | 12 december 2009               | Matti Heikkinen (FIN)     | Marcus Hellner (SWE)        | Maurice Manificat (FRA)  |
| 6                                                 | Davos                          | Sprint F                       | 13 december 2009               | John Kristian Dahl (NOR)  | Petter Northug (NOR)        | Aleksej Petuchov (RUS)   |
| 7                                                 | Rogla                          | Sprint K                       | 19 december 2009               | Petter Northug (NOR)      | Tobias Angerer (GER)        | Jesper Modin (SWE)       |
| 8                                                 | Rogla                          | 30 km K Masstart               | 20 december 2009               | Petter Northug (NOR)      | Aleksandr Legkov (RUS)      | Maksim Vylegzjanin (RUS) |
| Tour de Ski (1–10 januari 2010)                   |                                |                                |                                |                           |                             |                          |
|                                                   | Oberhof                        | 3.75 km F prolog               | 1 januari 2010                 | Petter Northug (NOR)      | Marcus Hellner (SWE)        | Axel Teichmann (GER)     |
|                                                   | Oberhof                        | 15 km K handikappstart         | 2 januari 2010                 | Petter Northug (NOR)      | Maksim Vylegzjanin (RUS)    | Matti Heikkinen (FIN)    |
|                                                   | Oberhof                        | Sprint K                       | 3 januari 2010                 | Eldar Rønning (NOR)       | Petter Northug (NOR)        | Axel Teichmann (GER)     |
|                                                   | Prag                           | Sprint F                       | 4 januari 2010                 | Emil Jönsson (SWE)        | Marcus Hellner (SWE)        | Simen Østensen (NOR)     |
|                                                   | Cortina d'Ampezzo-Toblach      | 30 km F handikapp              | 6 januari 2010                 | Petter Northug (NOR)      | Dario Cologna (SUI)         | Marcus Hellner (SWE)     |
|                                                   | Toblach                        | 10 km K                        | 7 januari 2010                 | Daniel Rickardsson (SWE)  | Lukáš Bauer (CZE)           | Petter Northug (NOR)     |
|                                                   | Val di Fiemme                  | 20 km K Masstart               | 9 januari 2010                 | Lukáš Bauer (CZE)         | Petter Northug (NOR)        | Axel Teichmann (GER)     |
|                                                   | Val di Fiemme                  | 10 km F final                  | 10 januari 2010                | Lukáš Bauer (CZE)         | Marcus Hellner (SWE)        | Jean-Marc Gaillard (FRA) |
| 9                                                 | Tour de Ski - Slutställning    | Tour de Ski - Slutställning    | Tour de Ski - Slutställning    | Lukáš Bauer (CZE)         | Petter Northug (NOR)        | Dario Cologna (SUI)      |
| Tour de Ski slut                                  |                                |                                |                                |                           |                             |                          |
| 10                                                | Otepää                         | 15 km K                        | 16 januari 2010                | Lukáš Bauer (CZE)         | Andrus Veerpalu (EST)       | Jaak Mae (EST)           |
| 11                                                | Otepää                         | Sprint K                       | 17 januari 2010                | Emil Jönsson (SWE)        | Ola Vigen Hattestad (NOR)   | Nikita Krjukov (RUS)     |
| 12                                                | Rybinsk                        | Sprint F                       | 22 januari 2010                | Nikolaj Morilov (RUS)     | Aleksej Petuchov (RUS)      | Nikita Krjukov (RUS)     |
| 13                                                | Rybinsk                        | Jaktstart                      | 23 januari 2010                | Artem Zhmurko (RUS)       | Ilja Tjernousov (RUS)       | Sergey Shiriaev (RUS)    |
| 14                                                | Canmore                        | 15 km F                        | 5 februari 2010                | Giorgio Di Centa (ITA)    | Pietro Piller Cottrer (ITA) | Dario Cologna (SUI)      |
| 15                                                | Canmore                        | Sprint K                       | 6 februari 2010                | Emil Jönsson (SWE)        | John Kristian Dahl (NOR)    | Dario Cologna (SUI)      |
| Olympiska vinterspelen 2010 (12–28 februari 2010) |                                |                                |                                |                           |                             |                          |
| 16                                                | Lahtis                         | jaktstart                      | 6 mars 2010                    | Maurice Manificat (FRA)   | Lukáš Bauer (CZE)           | Ilja Tjernousov (RUS)    |
| 17                                                | Drammen                        | Sprint K                       | 11 mars 2010                   | Emil Jönsson (SWE)        | Petter Northug (NOR)        | Andrew Newell (USA)      |
| 18                                                | Oslo                           | 50 km F Masstart               | 13 mars 2010                   | Petter Northug (NOR)      | Pietro Piller Cottrer (ITA) | Vincent Vittoz (FRA)     |
| 19                                                | Oslo                           | Sprint                         | 14 mars 2010                   | Anders Gløersen (NOR)     | Alexey Petukhov (RUS)       | Marcus Hellner (SWE)     |
| Världscupfinal (17–21 mars 2010)                  |                                |                                |                                |                           |                             |                          |
|                                                   | Stockholm                      | Sprint K                       | 17 mars 2010                   | Nikita Krjukov (RUS)      | Petter Northug (NOR)        | Emil Jönsson (SWE)       |
|                                                   | Falun                          | 3.3 km K individuell           | 19 mars 2010                   | Dario Cologna (SUI)       | Mats Larsson (SWE)          | Maksim Vylegzjanin (RUS) |
|                                                   | Falun                          | 20 km jaktstart                | 20 mars 2010                   | Petter Northug (NOR)      | Tobias Angerer (GER)        | Lukáš Bauer (CZE)        |
|                                                   | Falun                          | 15 km F handikappstart         | 21 mars 2010                   | Maurice Manificat (FRA)   | Maksim Vylegzjanin (RUS)    | Vincent Vittoz (FRA)     |
| 20                                                | Världscupfinal - slutställning | Världscupfinal - slutställning | Världscupfinal - slutställning | Petter Northug (NOR)      | Maurice Manificat (FRA)     | Marcus Hellner (SWE)     |

#### Laggrenar
| Omgång | Ort         | Disciplin         | Datum            | Etta                                                                        | Två                                                                             | Trea                                                                  |
| ------ | ----------- | ----------------- | ---------------- | --------------------------------------------------------------------------- | ------------------------------------------------------------------------------- | --------------------------------------------------------------------- |
| 1      | Beitostølen | 4 x 10 km stafett | 22 november 2009 | Norge Eldar Rønning Martin Johnsrud Sundby Ronny Hafsås Petter Northug      | Ryssland Maksim Vylegzjanin Nikolaj Pankratov Aleksandr Legkov Ilja Tjernusov   | Tyskland Jens Filbrich Axel Teichmann René Sommerfeldt Tobias Angerer |
| 2      | Düsseldorf  | Lagsprint F       | 6 december 2009  | Ryssland I Nikolaj Morilov Aleksej Petuchov                                 | Norge I Eirik Brandsdal Anders Gløersen                                         | Sverige II Robin Bryntesson Björn Lind                                |
| 3      | Rybinsk     | Lagsprint F       | 24 januari 2010  | Ryssland I Nikolaj Morilov Aleksej Petuchov                                 | Italien II Fabio Pasini Loris Frasnelli                                         | Tyskland Tim Tscharnke Josef Wenzl                                    |
| 4      | Lahtis      | 4 x 10 km stafett | 7 mars 2010      | Norge II Simen Østensen Roger Aa Djupvik Sjur Røthe Kristian Tettli Rennemo | Norge I Eldar Rønning Martin Johnsrud Sundby Petter Eliassen Tor Asle Gjerdalen | Tyskland Hannes Dotzler Tobias Angerer Phillip Marschall Tim Tschanke |

### Damer

#### Individuella grenar
| Omgång                                            | Ort                            | Disciplin                      | Datum                          | Etta                         | Två                           | Trea                         |
| ------------------------------------------------- | ------------------------------ | ------------------------------ | ------------------------------ | ---------------------------- | ----------------------------- | ---------------------------- |
| 1                                                 | Beitostølen                    | 10 km F Individuell            | 21 november 2009               | Marit Bjørgen (NOR)          | Charlotte Kalla (SWE)         | Anna Haag (SWE)              |
| 2                                                 | Kuusamo                        | Sprint K                       | 28 november 2009               | Justyna Kowalczyk (POL)      | Petra Majdič (SLO)            | Alena Prochazkova (SVK)      |
| 3                                                 | Kuusamo                        | 10 km K Individuell            | 29 november 2009               | Aino Kaisa Saarinen (FIN)    | Irina Chazova (RUS)           | Vibeke Skofterud (NOR)       |
| 4                                                 | Düsseldorf                     | Sprint F                       | 5 december 2009                | Hanna Falk (SWE)             | Natalia Korosteljeva (RUS)    | Vesna Fabjan (SLO)           |
| 5                                                 | Davos                          | 10 km F Individuell            | 12 december 2009               | Irina Chazova (RUS)          | Charlotte Kalla (SWE)         | Kristina Šmigun (EST)        |
| 6                                                 | Davos                          | Sprint F                       | 13 december 2009               | Petra Majdič (SLO)           | Marit Bjørgen (NOR)           | Aino Kaisa Saarinen (FIN)    |
| 7                                                 | Rogla                          | Sprint K                       | 19 december 2009               | Marit Bjørgen (NOR)          | Justyna Kowalczyk (POL)       | Petra Majdič (SLO)           |
| 8                                                 | Rogla                          | 15 km K Masstart               | 20 december 2009               | Justyna Kowalczyk (POL)      | Marit Bjørgen (NOR)           | Anna Haag (SWE)              |
| Tour de Ski (1–10 januari 2010)                   |                                |                                |                                |                              |                               |                              |
|                                                   | Oberhof                        | 2.5 km F prolog                | 1 januari 2010                 | Petra Majdič (SLO)           | Natalia Korosteljeva (RUS)    | Justyna Kowalczyk (POL)      |
|                                                   | Oberhof                        | 10 km K jaktstart              | 2 januari 2010                 | Justyna Kowalczyk (POL)      | Aino Kaisa Saarinen (FIN)     | Kristin Størmer Steira (NOR) |
|                                                   | Oberhof                        | Sprint K                       | 3 januari 2010                 | Petra Majdič (SLO)           | Justyna Kowalczyk (POL)       | Aino Kaisa Saarinen (FIN)    |
|                                                   | Prag                           | Sprint F                       | 4 januari 2010                 | Natalia Korosteljeva (RUS)   | Celine Brun-Lie (NOR)         | Alena Prochazkova (SVK)      |
|                                                   | Cortina d'Ampezzo-Toblach      | 15 km F handikapp              | 6 januari 2010                 | Arianna Follis (ITA)         | Petra Majdič (SLO)            | Justyna Kowalczyk (POL)      |
|                                                   | Toblach                        | 5 km K                         | 7 januari 2010                 | Justyna Kowalczyk (POL)      | Aino Kaisa Saarinen (FIN)     | Petra Majdič (SLO)           |
|                                                   | Val di Fiemme                  | 10 km K masstart               | 9 januari 2010                 | Petra Majdič (SLO)           | Jelena Kolomina (KAZ)         | Marianna Longa (ITA)         |
|                                                   | Val di Fiemme                  | 9 km F avslutning              | 10 januari 2010                | Kristin Størmer Steira (NOR) | Riitta-Liisa Roponen (FIN)    | Jevgenia Medvedeva (RUS)     |
| 9                                                 | Tour de Ski - Slutställning    | Tour de Ski - Slutställning    | Tour de Ski - Slutställning    | Justyna Kowalczyk (POL)      | Petra Majdič (SLO)            | Arianna Follis (ITA)         |
| Tour de Ski slut                                  |                                |                                |                                |                              |                               |                              |
| 10                                                | Otepää                         | 10 km K                        | 16 januari 2010                | Justyna Kowalczyk (POL)      | Marit Bjørgen (NOR)           | Aino Kaisa Saarinen (FIN)    |
| 11                                                | Otepää                         | Sprint K                       | 17 januari 2010                | Hanna Falk (SWE)             | Petra Majdič (SLO)            | Aino Kaisa Saarinen (FIN)    |
| 12                                                | Rybinsk                        | Sprint F                       | 22 januari 2010                | Vesna Fabjan (SLO)           | Magda Genuin (ITA)            | Justyna Kowalczyk (POL)      |
| 13                                                | Rybinsk                        | Jaktstart                      | 23 januari 2010                | Justyna Kowalczyk (POL)      | Evi Sachenbacher-Stehle (GER) | Olga Schuchkina (RUS)        |
| 14                                                | Canmore                        | 10 km F                        | 6 februari 2010                | Charlotte Kalla (SWE)        | Justyna Kowalczyk (POL)       | Irina Chazova (RUS)          |
| 15                                                | Canmore                        | Sprint K                       | 7 februari 2010                | Justyna Kowalczyk (POL)      | Ida Ingemarsdotter (SWE)      | Sara Renner (CAN)            |
| Olympiska vinterspelen 2010 (12–28 februari 2010) |                                |                                |                                |                              |                               |                              |
| 16                                                | Lahtis                         | Jaktstart                      | 6 mars 2010                    | Marit Bjørgen (NOR)          | Justyna Kowalczyk (POL)       | Therese Johaug (NOR)         |
| 17                                                | Drammen                        | Sprint K                       | 11 mars 2010                   | Marit Bjørgen (NOR)          | Aino-Kaisa Saarinen (FIN)     | Pirjo Muranen (FIN)          |
| 18                                                | Oslo                           | 30 km F masstart               | 13 mars 2010                   | Marit Bjørgen (NOR)          | Kristin Størmer Steira (NOR)  | Therese Johaug (NOR)         |
| 19                                                | Oslo                           | Sprint                         | 14 mars 2010                   | Marit Bjørgen (NOR)          | Kikkan Randall (USA)          | Natalia Korosteleva (RUS)    |
| Världscupfinal (17–21 mars 2010)                  |                                |                                |                                |                              |                               |                              |
|                                                   | Stockholm                      | Sprint K                       | 17 mars 2010                   | Anna Olsson (SWE)            | Justyna Kowalczyk (POL)       | Marit Bjørgen (NOR)          |
|                                                   | Falun                          | 2.5 km K individuell           | 19 mars 2010                   | Justyna Kowalczyk (POL)      | Marit Bjørgen (NOR)           | Charlotte Kalla (SWE)        |
|                                                   | Falun                          | 10 km jaktstart                | 20 mars 2010                   | Marit Bjørgen (NOR)          | Kristin Størmer Steira (NOR)  | Therese Johaug (NOR)         |
|                                                   | Falun                          | 10 km F handikappstart         | 21 mars 2010                   | Charlotte Kalla (SWE)        | Kristin Størmer Steira (NOR)  | Kristina Šmigun-Vähi (EST)   |
| 20                                                | Världscupfinal - Slutställning | Världscupfinal - Slutställning | Världscupfinal - Slutställning | Marit Bjørgen (NOR)          | Justyna Kowalczyk (POL)       | Charlotte Kalla (SWE)        |

#### Laggrenar
| Omgång | Ort         | Disciplin        | Datum            | Etta                                                                             | Två                                                                         | Trea                                                                           |
| ------ | ----------- | ---------------- | ---------------- | -------------------------------------------------------------------------------- | --------------------------------------------------------------------------- | ------------------------------------------------------------------------------ |
| 1      | Beitostølen | 4 x 5 km stafett | 22 november 2009 | Sverige Anna Olsson Sara Lindborg Anna Haag Charlotte Kalla                      | Norge Vibeke Skofterud Therese Johaug Kristin Størmer Steira Marit Bjørgen  | Finland Pirjo Muranen Virpi Kuitunen Riitta-Liisa Roponen Aino-Kaisa Saarinen  |
| 2      | Düsseldorf  | Lagsprint F      | 6 december 2009  | Italien I Magda Genuin Arianna Follis                                            | Sverige I Ida Ingemarsdotter Hanna Falk                                     | Norge I Celine Brun-Lie Maiken Caspersen Falla                                 |
| 3      | Rybinsk     | Lagsprint F      | 24 januari 2010  | Tyskland I Stefanie Böhler Evi Sachenbacher-Stehle                               | Slovenien Katja Visnar Vesna Fabjan                                         | Ryssland I Irina Chazova Olga Rotjeva                                          |
| 4      | Lahtis      | 4 x 5 km stafett | 7 mars 2010      | Norge I Marthe Kristoffersen Therese Johaug Kristin Størmer Steira Marit Bjørgen | Tyskland Nicole Fessel Katrin Zeller Miriam Gössner Evi Sachenbacher-Stehle | Italien Mariana Longa Antonella Confortola Wyatt Sabina Valbusa Arianna Follis |

## Slutställning
Slutställningen i den totala världscupen och de olika delcuperna.
| Totalcupen damer | Totalcupen herrar |

| Position | Namn                   | Poäng |
| -------- | ---------------------- | ----- |
| 1.       | Justyna Kowalczyk      | 2064  |
| 2.       | Marit Bjørgen          | 1320  |
| 3.       | Petra Majdič           | 1191  |
| 4.       | Aino-Kaisa Saarinen    | 1123  |
| 5.       | Arianna Follis         | 908   |
| 6.       | Kristin Størmer Steira | 892   |
| 7.       | Riitta-Liisa Roponen   | 788   |
| 8.       | Charlotte Kalla        | 654   |
| 9.       | Marianna Longa         | 646   |
| 10.      | Natalia Korosteljeva   | 488   |

| Position | Namn               | Poäng |
| -------- | ------------------ | ----- |
| 1.       | Petter Northug     | 1621  |
| 2.       | Lukáš Bauer        | 1021  |
| 3.       | Marcus Hellner     | 985   |
| 4.       | Dario Cologna      | 885   |
| 5.       | Maurice Manificat  | 580   |
| 6.       | Emil Jönsson       | 554   |
| 7.       | Axel Teichmann     | 541   |
| 8.       | Maksim Vylegzjanin | 532   |
| 9.       | Vincent Vittoz     | 515   |
| 10.      | Giorgio Di Centa   | 501   |

| Distanscupen herrar | Sprintcupen herrar |

| Position | Namn               | Poäng |
| -------- | ------------------ | ----- |
| 1        | Petter Northug     | 749   |
| 2        | Lukáš Bauer        | 563   |
| 3        | Marcus Hellner     | 483   |
| 4        | Dario Cologna      | 382   |
| 5        | Vincent Vittoz     | 373   |
| 6        | Giorgio Di Centa   | 338   |
| 7        | Maxim Wylegschanin | 335   |
| 8        | Maurice Manificat  | 332   |
| 9        | Matti Heikkinen    | 323   |
| 10       | Axel Teichmann     | 319   |

| Position | Namn                | Poäng |
| -------- | ------------------- | ----- |
| 1        | Emil Jönsson        | 506   |
| 2        | Petter Northug      | 352   |
| 3        | Alexei Petuchow     | 347   |
| 4        | Andrew Newell       | 313   |
| 5        | Ola Vigen Hattestad | 312   |
| 6        | Nikita Krjukow      | 307   |
| 7        | John Kristian Dahl  | 296   |
| 8        | Nikolai Morilow     | 286   |
| 9        | Anders Gløersen     | 264   |
| 10       | Jesper Modin        | 232   |

| Distanscupen damer | Sprintcupen damer |

| Position | Namn                   | Poäng |
| -------- | ---------------------- | ----- |
| 1        | Justyna Kowalczyk      | 929   |
| 2        | Marit Bjørgen          | 636   |
| 3        | Kristin Størmer Steira | 568   |
| 4        | Charlotte Kalla        | 493   |
| 5        | Riitta-Liisa Roponen   | 477   |
| 6        | Aino-Kaisa Saarinen    | 466   |
| 7        | Arianna Follis         | 429   |
| 8        | Petra Majdič           | 425   |
| 9        | Irina Chasowa          | 392   |
| 10       | Marianna Longa         | 383   |

| Position | Namn                 | Poäng |
| -------- | -------------------- | ----- |
| 1        | Justyna Kowalczyk    | 575   |
| 2        | Marit Bjørgen        | 484   |
| 3        | Petra Majdič         | 446   |
| 4        | Aino-Kaisa Saarinen  | 399   |
| 5        | Hanna Falk           | 338   |
| 6        | Ida Ingemarsdotter   | 336   |
| 7        | Vesna Fabjan         | 319   |
| 8        | Natalja Korosteljowa | 272   |
| 9        | Magda Genuin         | 215   |
| 10       | Arianna Follis       | 195   |